# Білинська сільська рада (Володимир-Волинський район)
Бі́линська сільська́ ра́да — колишня адміністративно-територіальна одиниця та орган місцевого самоврядування в Володимир-Волинському районі Волинської області з адміністративним центром в селі Білин.
Припинила існування 23 червня 2016 року через об'єднання до складу Оваднівської сільської громади Волинської області. Натомість утворено Білинський старостинський округ при Оваднівській сільській громаді.

## Загальні відомості
- Територія ради становила: 3,87 км²
- Населення ради: 931 особа (станом на 2001 рік)

## Населені пункти
Сільській раді підпорядковувались населені пункти:
- с. Білин
- с. Ліски
- с. Охнівка
- с. Писарева Воля

Кількість населення становила 931 особу. Кількість дворів (квартир) 277, з них 29 нових (після 1991 р.).
В Білинській сільській раді працювали 2 школи: 1 — початкова і 1 — школа-сад, клуб, бібліотека, 3 медичних заклади, відділення зв'язку, АТС на 106 номерів, 3 торговельних заклади.
На території сільської ради доступні такі телеканали: УТ-1, УТ-2, 1+1, Інтер, СТБ, Обласне телебачення. Радіомовлення здійснюють Радіо «Промінь», Радіо «Світязь», Радіо «Луцьк».
Всі села сільської ради, крім Писаревої Волі газифіковані.

## Населення
Згідно з переписом УРСР 1989 року чисельність наявного населення села становила 1319 осіб, з яких 583 чоловіки та 736 жінок.
За переписом населення України 2001 року в селі мешкали 923 особи.

### Мова
Розподіл населення за рідною мовою за даними перепису 2001 року:
| Мова       | Відсоток |
| ---------- | -------- |
| українська | 99,03 %  |
| російська  | 0,97 %   |

## Склад ради
Рада складалась з 12 депутатів та голови.
- Голова ради: Базилюк Микола Пилипович

### Керівний склад попередніх скликань
| Прізвище, ім'я, по батькові | Основні відомості                                                                                                | Дата обрання | Дата звільнення |
| --------------------------- | --- | ------------ | --------------- |
| Базилюк Марія Ярославівна   | Сільський голова, 1962 року народження, член Народної партії                                                     | 26.03.2006   | 02.02.2009      |
| Базилюк Микола Пилипович    | Сільський голова, 1962 року народження, освіта, член Всеукраїнського об'єднання «Батьківщина»                    | 21.06.2009   | 31.10.2010      |
| Базилюк Микола Пилипович    | Сільський голова, 1962 року народження, освіта середня спеціальна, член Всеукраїнського об'єднання «Батьківщина» | 31.10.2010   | 25.10.2015      |
| Базилюк Микола Пилипович    | Сільський голова, 1962 року народження, освіта середня спеціальна, член Всеукраїнського об'єднання «Батьківщина» | 25.10.2015   |                 |

Примітка: таблиця складена за даними сайту Верховної Ради України та ЦВК

### Депутати VII скликання
За результатами місцевих виборів 2015 року депутатами ради стали:

#### За суб'єктами висування
| Суб'єкт висування | Кількість обраних депутатів | %      |
| ----------------- | --------------------------- | ------ |
| Самовисування     | 12                          | 100.00 |

#### За округами
| № округу | Прізвище, ім'я, по батькові   | Ким висунуто  | Дата нар.  | Освіта             | Партійна приналежність                                        | Відомості                                                        |
| -------- | ----------------------------- | ------------- | ---------- | ------------------ | ------------------------------------------------------------- | ---------------------------------------------------------------- |
| 1        | Герасимюк Іван Миколайович    | Самовисування | 10.09.1982 | середня спеціальна | безпартійний                                                  | безробітний                                                      |
| 2        | Антонюк Надія Миколаївна      | Самовисування | 29.05.1964 | середня спеціальна | безпартійна                                                   | Білинська сільська рада, спеціаліст-землевпорядник               |
| 3        | Войтович Марія Іванівна       | Самовисування | 11.06.1960 | середня спеціальна | безпартійна                                                   | Білинська сільська рада, секретар                                |
| 4        | Добринський Тарас Миколайович | Самовисування | 20.06.1989 | вища               | безпартійний                                                  | Білинська сільська рада, головний бухгалтер                      |
| 5        | Сватко Надія Сергіївна        | Самовисування | 17.06.1969 | загальна середня   | безпартійна                                                   | Магазин с. Білин, продавець                                      |
| 6        | Калішенко Руслана Михайлівна  | Самовисування | 29.01.1972 | середня спеціальна | член політичної партії Всеукраїнське об'єднання «Батьківщина» | Відділення пошти с. Білин, листоноша                             |
| 7        | Калиш Іван Іванович           | Самовисування | 01.12.1974 | середня спеціальна | безпартійний                                                  | ТзОВ «Прогрес», тракторист                                       |
| 8        | Ничипор Олександр Сергійович  | Самовисування | 27.07.1995 | вища               | безпартійний                                                  | Київський університет біоресурсів і природокористування, студент |
| 9        | Калиш Тетяна Вікторівна       | Самовисування | 26.11.1975 | середня спеціальна | безпартійна                                                   | Територіальний центр, соціальний робітник                        |
| 10       | Худа Олена Іванівна           | Самовисування | 16.03.1984 | середня спеціальна | безпартійна                                                   | Комунальне господарство Білинської сільської ради, директор      |
| 11       | Остапюк Таїсія Петрівна       | Самовисування | 22.07.1978 | середня спеціальна | безпартійна                                                   | безробітна                                                       |
| 12       | Ревула Світлана Григорівна    | Самовисування | 02.05.1960 | середня спеціальна | безпартійна                                                   | ТзОВ"Прогрес", тваринник                                         |